# Ronald Åhman
Ronald Åhman (1957. január 31. –) svéd válogatott labdarúgó.

## Pályafutása

### A válogatottban
1978 és 1979 között 7 alkalommal szerepelt a svéd válogatottban. Részt vett az 1978-as világbajnokságon.

## Sikerei, díjai
Djurgårdens IF
- Svéd másodosztályú bajnok (1): 1982